# 太陽にPUMP! PUMP!
「太陽にPUMP! PUMP!」（たいようにパンプ パンプ）は、1986年6月20日に発売されたEPOの11枚目のシングル。発売元はDear heart / MIDI。

## 概要
表題曲「太陽にPUMP! PUMP!」は、'86 ”コカ・コーラ” イメージソングとして採用された。タイトルにある ″pump″ とは水を汲み上げたり空気を送る時に使う ″ポンプ″ のことで、この単語に ″up″ を付けることで、エネルギーを送る、生産を上げる、気合を入れるといった意味にも繋がる。
A・B面曲共にアルバム『PUMP! PUMP!』からのシングルカット。

## 収録曲
| 全作詞・作曲: EPO。 |                       |           |            |          |      |
| #                   | タイトル              | 作詞      | 作曲・編曲 | 編曲     | 時間 |
| 1.                  | 「太陽にPUMP! PUMP!」 | EPO       | EPO        | 清水信之 | 4:23 |
| 2.                  | 「ナーヴァス」        | EPO       | EPO        | 村松邦男 | 4:51 |
| 合計時間:           | 合計時間:             | 合計時間: | 9:14       |          |      |

## リリース日一覧
| 地域 | リリース日    | レーベル          | 規格               | 規格品番 | 備考 |
| ---- | ------------- | ----------------- | ------------------ | -------- | ---- |
| 日本 | 1986年6月20日 | Dear heart / MIDI | 7"シングルレコード | MIS-13   |      |

## 参考資料
- オリコン『SINGLE CHART-BOOK COMPLETE EDITION 1968-2005』オリコン・マーケティング・プロモーション、2006年4月。ISBN 9784871310765。

## 関連作品
- コカ・コーラCMソング集 1962-89 – HMV&BOOKS online